# Tommy Robredo
Tommy Robredo Garces (Hostalric, 1 de maio de 1982) é um tenista profissional espanhol, que já foi top 5 do ranking mundial da  ATP.

## Carreira
Tornou-se profissional em 1998. Ainda no ano 2000, ele foi vice-campeão juvenil de simples e campeão juvenil em duplas do Grand Slam do Open da França.
Em agosto de 2006, ele atingiu o melhor ranking de simples da carreira até o momento, quando chegou a ser n° 5 do ranking mundial masculino.
Já conquistou 12 títulos em simples no circuito ATP. Mas, seu maior título em simples até o momento foi o Masters de Hamburgo em 2006, conquistado ao derrotar o tcheco Radek Štěpánek na final.
Já em duplas, ele ganhou 5 títulos ATP. E sua maior conquista em duplas até o momento foi o Masters 1000 de Monte Carlo em 2008, pois jogando ao lado do compatriota Rafael Nadal venceu o torneio ao derrotar na final a dupla formada pelos tenistas Mahesh Bhupathi e Mark Knowles. Já em 2009, também pelo circuito ATP de duplas, foi vice-campeão do Masters 1000 de Paris.
Nos torneios do Grand Slam, Robredo se destacou nas quadras do Open da Austrália e do Open da França, onde alcançou às quartas de final em ambos os torneios.

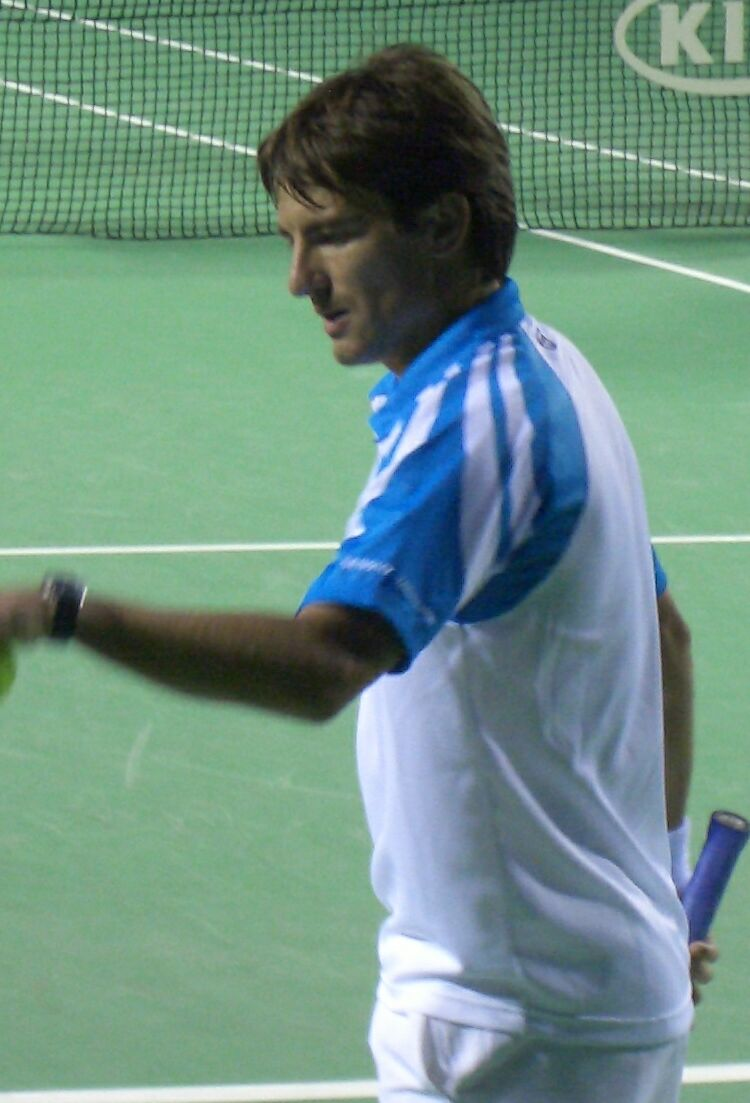
Tommy Robredo

Foi campeão da Copa Hopman em 2002 e 2010 e vice-campeão em 2007.

## Títulos

### Masters Series Finais

#### Simples: 1 (1–0)
| Resultado | Ano  | Campeonato | Piso   | Oponente       | Placar        |
| --------- | ---- | ---------- | ------ | -------------- | ------------- |
| Campeão   | 2006 | Hamburgo   | Saibro | Radek Štěpánek | 6–1, 6–3, 6–3 |

#### Duplas: 1 (1–1)
| Resultado | Ano  | Campeonato  | Parceiro          | Oponente                     | Placar   |
| --------- | ---- | ----------- | ----------------- | ---------------------------- | -------- |
| Campeão   | 2008 | Monte Carlo | Rafael Nadal      | Mahesh Bhupathi Mark Knowles | 6–3, 6–3 |
| Vice      | 2009 | Paris       | Marcel Granollers | Daniel Nestor Nenad Zimonjić | 3–6, 4–6 |

## ATP finais

### Simples: 22 (12–10)
| Legenda                           |
| --------------------------------- |
| Grand Slam (0–0)                  |
| ATP World Tour Finals (0–0)       |
| ATP World Tour Masters 1000 (1–0) |
| ATP World Tour 500 Series (1–3)   |
| ATP World Tour 250 Series (10–7)  |

| Títulos por Piso |
| ---------------- |
| Duro (1–4)       |
| Grama (0–0)      |
| Clay (11–6)      |
| Carpete (0–0)    |

| Resultado | N.  | Data              | Torneio                                    | Piso     | Oponente          | Placar                   |
| --------- | --- | ----------------- | ------------------------------------------ | -------- | ----------------- | ------------------------ |
| Vice      | 1.  | 15 Abril 2001     | Grand Prix Hassan II, Casablanca, Marrocos | Saibro   | Guillermo Cañas   | 5–7, 2–6                 |
| Campeão   | 1.  | 29 Julho 2001     | Orange Warsaw Open, Sopot, Polônia         | Saibro   | Albert Portas     | 1–6, 7–5, 7–6(7–2)       |
| Vice      | 2.  | 20 Julho 2003     | Mercedes Cup, Stuttgart, Alemanha          | Saibro   | Guillermo Coria   | 2–6, 2–6, 1–6            |
| Campeão   | 2.  | 2 Maio 2004       | Torneo Godó, Barcelona, Espanha            | Saibro   | Gastón Gaudio     | 6–3, 4–6, 6–2, 3–6, 6–3  |
| Vice      | 3.  | 1 Maio 2005       | Estoril Open, Estoril, Portugal            | Saibro   | Gastón Gaudio     | 1–6, 6–2, 1–6            |
| Vice      | 4.  | 30 Abril 2006     | Torneo Godó, Barcelona, Espanha            | Saibro   | Rafael Nadal      | 4–6, 4–6, 0–6            |
| Campeão   | 3.  | 21 Maio 2006      | Hamburg Masters, Hamburg, Alemanha         | Saibro   | Radek Štěpánek    | 6–1, 6–3, 6–3            |
| Campeão   | 4.  | 16 Julho 2006     | Swedish Open, Båstad, Suécia               | Saibro   | Nikolay Davydenko | 6–2, 6–1                 |
| Runner-up | 5.  | 14 Janeiro 2007   | ATP de Auckland, Auckland, Nova Zelândia   | Duro     | David Ferrer      | 4–6, 2–6                 |
| Campeão   | 5.  | 5 Agosto 2007     | Orange Warsaw Open, Sopot, Polônia (2)     | Saibro   | José Acasuso      | 7–5, 6–0                 |
| Vice      | 6.  | 16 Setembro 2007  | China Open, Beijing, China                 | Duro (i) | Fernando González | 1–6, 6–3, 1–6            |
| Campeão   | 6.  | 7 Outubro 2007    | Open de Moselle, Metz, França              | Duro (i) | Andy Murray       | 0–6, 6–2, 6–3            |
| Vice      | 7.  | 15 Junho 2008     | Orange Warsaw Open, Varsóvia, Polônia      | Saibro   | Nikolay Davydenko | 3–6, 3–6                 |
| Campeão   | 7.  | 13 Julho 2008     | Swedish Open, Båstad, Suécia (2)           | Saibro   | Tomáš Berdych     | 6–4, 6–1                 |
| Campeão   | 8.  | 14 Fevereiro 2009 | Brasil Open, Costa do Sauípe, Brasil       | Saibro   | Thomaz Bellucci   | 6–3, 3–6, 6–4            |
| Campeão   | 9.  | 22 Fevereiro 2009 | Copa Telmex, Buenos Aires, Argentina       | Saibro   | Juan Mónaco       | 7–5, 2–6, 7–6(7–5)       |
| Campeão   | 10. | 6 Fevereiro 2011  | Chile Open, Santiago, Chile                | Saibro   | Santiago Giraldo  | 6–2, 2–6, 7–6(7–5)       |
| Campeão   | 11. | 14 Abril 2013     | Grand Prix Hassan II, Casablanca, Marrocos | Saibro   | Kevin Anderson    | 7–6(8–6), 4–6, 6–3       |
| Campeão   | 12. | 28 Julho 2013     | ATP de Umag, Umag, Croácia                 | Saibro   | Fabio Fognini     | 6–0, 6–3                 |
| Vice      | 8.  | 27 Julho 2014     | ATP de Umag, Umag, Croatia                 | Saibro   | Pablo Cuevas      | 3–6, 4–6                 |
| Vice      | 9.  | 27 Setembro 2014  | Shenzhen Open, Shenzhen, China             | Duro     | Andy Murray       | 7–5, 6–7(9–11), 1–6      |
| Vice      | 10. | 26 Outubro 2014   | Valencia Open 500, Valência, Espanha       | Duro (i) | Andy Murray       | 6–3, 6–7(7–9), 6–7(8–10) |
| Vice      | 11. | 26 Julho 2015     | Swedish Open, Båstad, Suécia               | Saibro   | Benoît Paire      | 6–7(7–9), 3–6            |

### Duplas (5 títulos -5 vice)
| Legenda                           |
| --------------------------------- |
| Grand Slam tournaments (0–0)      |
| ATP World Tour Finals (0–0)       |
| ATP World Tour Masters 1000 (1–1) |
| ATP World Tour 500 Series (0–3)   |
| ATP World Tour 250 Series (4–1)   |

| Títulos por Piso |
| ---------------- |
| Duro (3–2)       |
| Grama (0–0)      |
| Saibro (2–3)     |
| Carpete (0-0)    |

| Resultado | No. | Data                    | Torneio                 | Piso     | Companheiro        | Oponente                         | Placar             |
| --------- | --- | ----------------------- | ----------------------- | -------- | ------------------ | -------------------------------- | ------------------ |
| Finalista | 1.  | 29 de Abril de 2001     | Barcelona, Espanha      | Saibro   | Fernando Vicente   | Donald Johnson Jared Palmer      | 6–7(2–7), 4–6      |
| Campeão   | 1.  | 5 de Janeiro de 2004    | Chennai, Índia          | Duro     | Rafael Nadal       | Jonathan Erlich Andy Ram         | 7–6(7–3), 4–6, 6–3 |
| Finalista | 2.  | 1 de Maio de 2005       | Estoril, Portugal       | Saibro   | Juan Ignacio Chela | František Čermák Leoš Friedl     | 3–6, 4–6           |
| Finalista | 3.  | 24 de Julho de 2005     | Stuttgart, Alemanha     | Saibro   | Mariano Hood       | José Acasuso Sebastián Prieto    | 6–7(4–7), 3–6      |
| Campeão   | 2.  | 27 de Abril de 2008     | Monte Carlo, Mônaco     | Saibro   | Rafael Nadal       | Mahesh Bhupathi Mark Knowles     | 6–3, 6–3           |
| Campeão   | 3.  | 14 de Fevereiro de 2009 | Costa do Sauípe, Brasil | Saibro   | Marcel Granollers  | Lucas Arnold Ker Juan Mónaco     | 6–4, 7–5           |
| Finalista | 4.  | 8 de Novembro de 2009   | Valencia, Espanha       | Duro (i) | Marcel Granollers  | František Čermák Michal Mertiňák | 4–6, 3–6           |
| Finalista | 5.  | 15 de Novembro de 2009  | Paris, França           | Duro (i) | Marcel Granollers  | Daniel Nestor Nenad Zimonjić     | 3–6, 4–6           |
| Campeão   | 4.  | 15 de Janeiro de 2011   | Auckland, Nova Zelândia | Duro     | Marcel Granollers  | Johan Brunström Stephen Huss     | 6–4, 7–6(8–6)      |
| Campeão   | 5.  | 6 de Janeiro de 2013    | Brisbane, Austrália     | Duro     | Marcelo Melo       | Eric Butorac Paul Hanley         | 4–6, 6–1, [10–5]   |